# 포르투갈 총리

포르투갈의 총리기

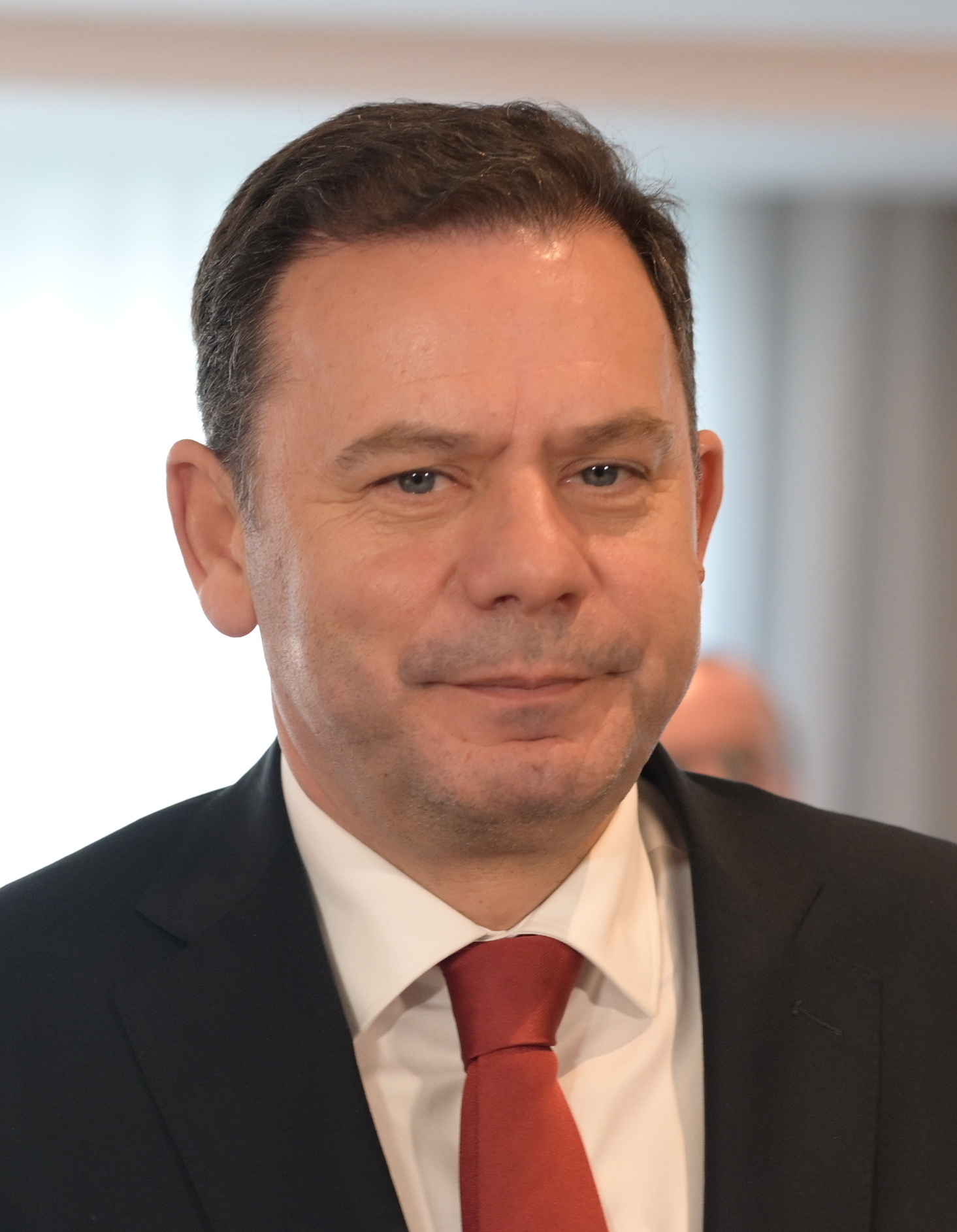
현 포르투갈의 총리 루이스 몬테네그로

포르투갈 총리(포르투갈어: primeiro-ministro)는 포르투갈의 정부수반이다.

## 목록

### 제3공화국
- 마리우 소아르스 (1976-1978, 사회당)
- 알프레두 노브르 다 코스타 (1978, 무소속)
- 카를루스 모타 핀투 (1978-1979, 무소속)
- 마리아 드 루르드스 핀타실구 (1979-1980, 무소속)
- 프란시스쿠 사 카르네이루 (1980, 사회민주당)
- 프란시스쿠 핀투 발세망 (1981-1983, 사회민주당)
- 마리우 소아르스 (1983-1985, 사회당)
- 아니발 카바쿠 실바 (1985-1995, 사회민주당)
- 안토니우 구테흐스 (1995-2002, 사회당)
- 조제 마누엘 바호주 (2002-2004, 사회민주당)
- 페드루 산타나 로페스 (2004-2005, 사회민주당)
- 조제 소크라트스 (2005-2011, 사회당)
- 페드루 파수스 코엘류 (2011-2015, 사회민주당)
- 안토니우 코스타 (2015-2024, 사회당)
- 루이스 몬테네그루 (2024-, 사회민주당)

## 같이 보기
- 포르투갈의 대통령